# Lucjan Piątek
Lucjan Piątek (ur. 7 stycznia 1924 w Kutnie, zm. 5 listopada 2018) – polski kronikarz, działacz i sędzia sportowy, kawaler orderów.

## Kariera
Studiował medycynę na Wydziale Lekarskim Uniwersytetu Marii Curie-Skłodowskiej w Lublinie. Był dermatologiem. Był członkiem zarządu Lubelskiego Okręgowego Związku Lekkiej Atletyki, a także sędzią narciarskim i piłkarskim.
Zmarł 5 listopada 2018.

## Odznaczenia
- 2003: Krzyż Kawalerski Orderu Odrodzenia Polski[4]
- Złoty Krzyż Zasługi[1]
- Medal 700-Lecia Lublina[1][2]